# Ісая Файрбрейс
Ісая Фаєрбрейс (англ. Isaiah Firebrace, /ˌaɪˈzaɪə ˈfaɪəbreɪs/; нар. 21 листопада, 1999, Моама, Новий Південний Уельс, Австралія) — вокаліст, переможець восьмого сезону X-Factor Австралія у 2016 році, представник цієї країни на пісенному конкурсі Євробачення 2017 в Києві, з баладою «Don't Come Easy».

## Життєпис
Ісая народився 21 листопада 1999 року найменшим з одинадцятьох дітей у родині австралійських аборигенів з невеликого містечка Моама з населенням близько 5 тисяч осіб. Моама розташоване на правому березі річки Муррей, по якій проходить кордон між австралійськими штатами Новий Південний Уельс та Вікторія. Містечко з'єднане мостом з більшим містом Ечука, відомим з культового австралійського твору Всі річки течуть.
Перед поїздкою на Євробачення 2017 Ісая дав велике інтерв'ю для ABC (Австралія), в якому розкрив деякі відомості про себе:
Коли Ісаї було три роки, його батьки розлучилися, далі хлопець жив зі своїм батьком та братом, без матері. Після довгої розлуки він уперше зустрівся зі своєю мамою, коли йому було десять років. Батько не мав постійного заробітку, тому сім'я жила у бідності, не вистачало грошей навіть на їжу та шкільну форму. Під час навчання у школі вчителі іноді пригощали хлопця обідом за власний кошт. Ісая навчався в католицькій школі St. Joseph's College у сусідньому місті Ечука штату Вікторія.
Ісая співав з трирічного віку в церковному хорі, а мріяти про кар'єру співака почав з десяти років. 
Ісая перебував під впливом музичних уподобань свого батька, улюбленою групою якого була «Кріденс». Ісая зізнається, що він не був прихильником поп-музики. Співаючи у церковному хорі, Ісая страждав від надмірної сором'язливості, але згодом переборов це у собі і врешті став солістом хору. У дванадцять років він вперше взяв участь у конкурсі співаків Rich River Idol, де зайняв друге місце, а в наступному році став переможцем. Перемога у конкурсі відкрила йому двері до музичної спільноти Мельбурна та дала змогу отримати музичного керівника, яка направляла талант хлопця у потрібне русло. У 2015 році Ісая  взяв участь у X-Factor Australia, з піснею It Will Rain Бруно Марса, участь закінчилася невдачею. Але молодий виконавець не здається і готується до наступного X-Factor більш наполегливо з професійним учителем співу Дейвідом Джеанзом. У результаті Ісая став переможцем. Цікаво, що перемогу на конкурсі він здобув якраз на свій день народження.
Ісая зізнався, що його найулюбленішим виконавцем є Мерая Кері.

## Євробачення 2017
На пісенному конкурсі Євробачення 2017 в Києві представляв Австралію з піснею «Don't Come Easy» — баладу про мрію і боротьбу за неї. Презентація пісні відбулася на закритому показі в Мельбурні, після чого вона була відправлена на відбірковий етап. Рішення про участь Ісаї у конкурсі Євробачення було оголошене 7 березня 2017 року.
31 березня 2017 року відбулося жеребкування півфіналів Євробачення 2017,, згідно з яким Ісая виступив третім у першому півфіналі, що відбувся 9 травня.
За результатом півфіналу співак потрапив до фіналу конкурсу, 13 травня, де за підсумками голосування посів 9 місце, отримавши сумарно 173 голоси, 171 від журі і 2 від телеглядачів.
Під час перебування у Києві Ісая відвідав школу № 155 де мав зустріч з учнями та заспівав українською мовою. Перший абориген на пісенному конкурсі Євробачення.

## Дискографія

### Студійні альбоми
| Isaiah                                                 | - 9 грудня 2016 року, Австралія - Лейбл: Sony Music Australia - Формати: CD, digital download | 12 | — |
| "—" Не потрапив до чартів або не мав офіційного релізу |                                                                                               |    |   |

### Сінгли
| "It's Gotta Be You"                                    | 2016 | 26 | 21 | 60 | — | 15 | - ARIA: Gold - GLF: Gold | Isaiah           |
| "Don't Come Easy"                                      | 2017 | —  | —  | —  | — | —  |                          | Non-album single |
| "—" Не потрапив до чартів або не мав офіційного релізу |      |    |    |    |   |    |                          |                  |